# Monumento culturale (Repubblica Ceca)
Il Monumento culturale (Repubblica Ceca) (cioè kulturní památka in lingua ceca) è la denominazione ufficiale che riconosce l'importanza per il paese di un elemento del patrimonio culturale nazionale.
Questa qualità è attribuita dall'Istituto dei monumenti culturali (Národní památkový ústav), creato il 1º gennaio 2003 per avere la cura di questi monumenti.

## Alcuni monumenti culturali

### A Praga

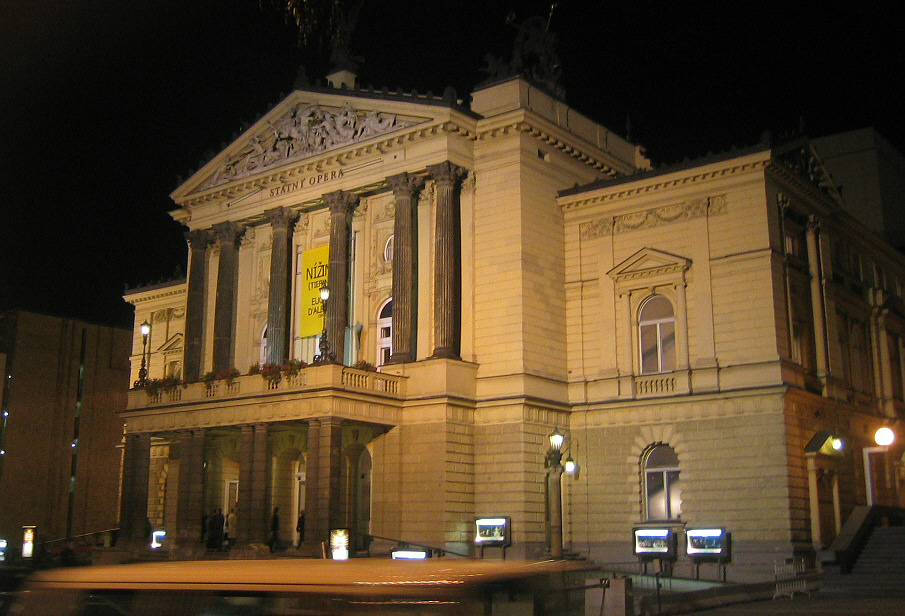
Opera di Stato a Praga.

- Il Castello
- Il Ponte Carlo
- L'Orologio astronomico
- Il Padiglione d'estate Hvezda
- L'Opera di Stato
- Il Rudolfinum
- La Villa Müller
- La Cappella di Betlemme
- Il Cimitero ebreo di Žižkov
- Maj

### A Brno

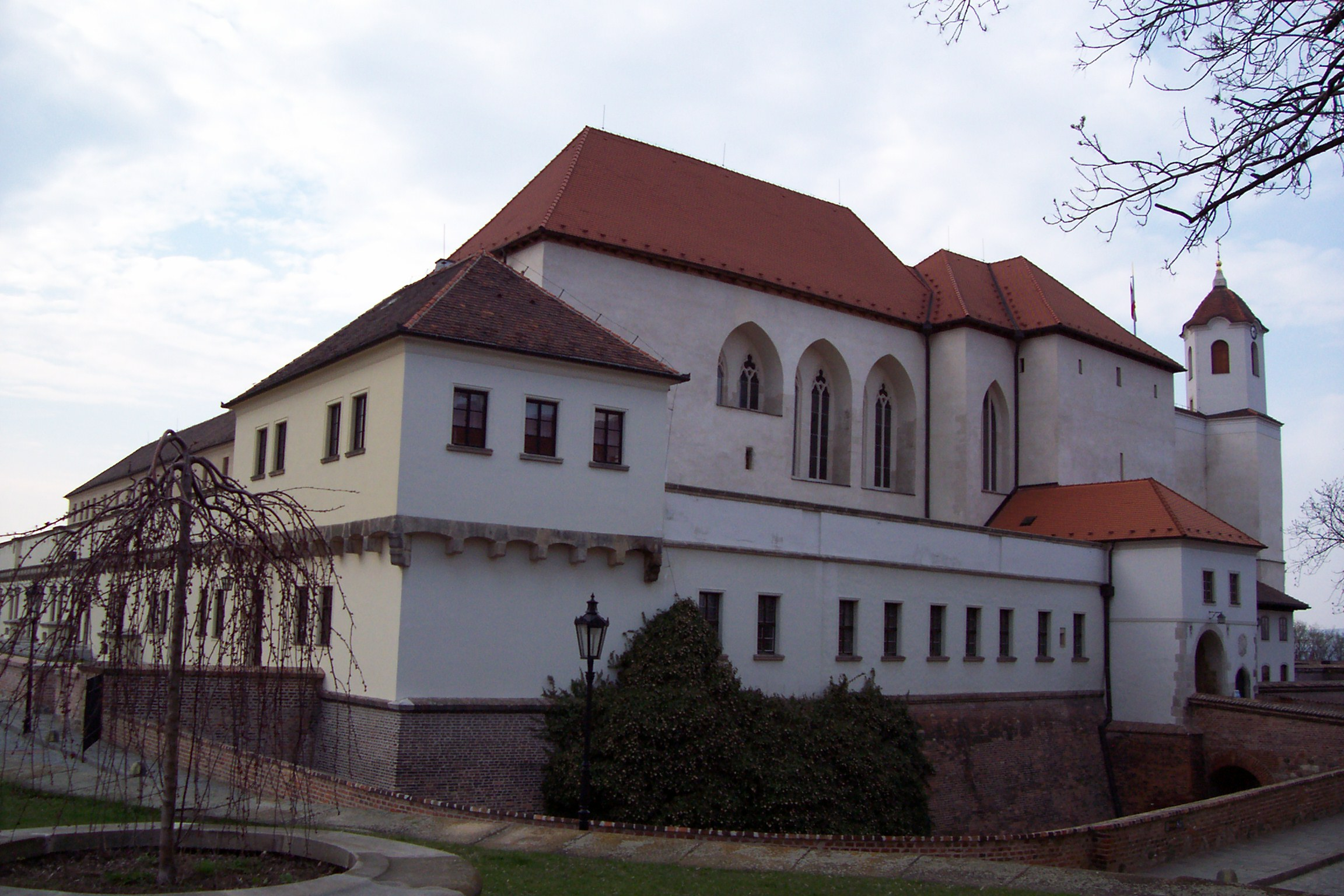
Vista generale della fortezza

- La Villa Tugendhat
- La Fortezza di Spielberg

### A Plzeň
- La vecchia sinagoga
- La Grande sinagoga di Plzeň

### A Olomouc

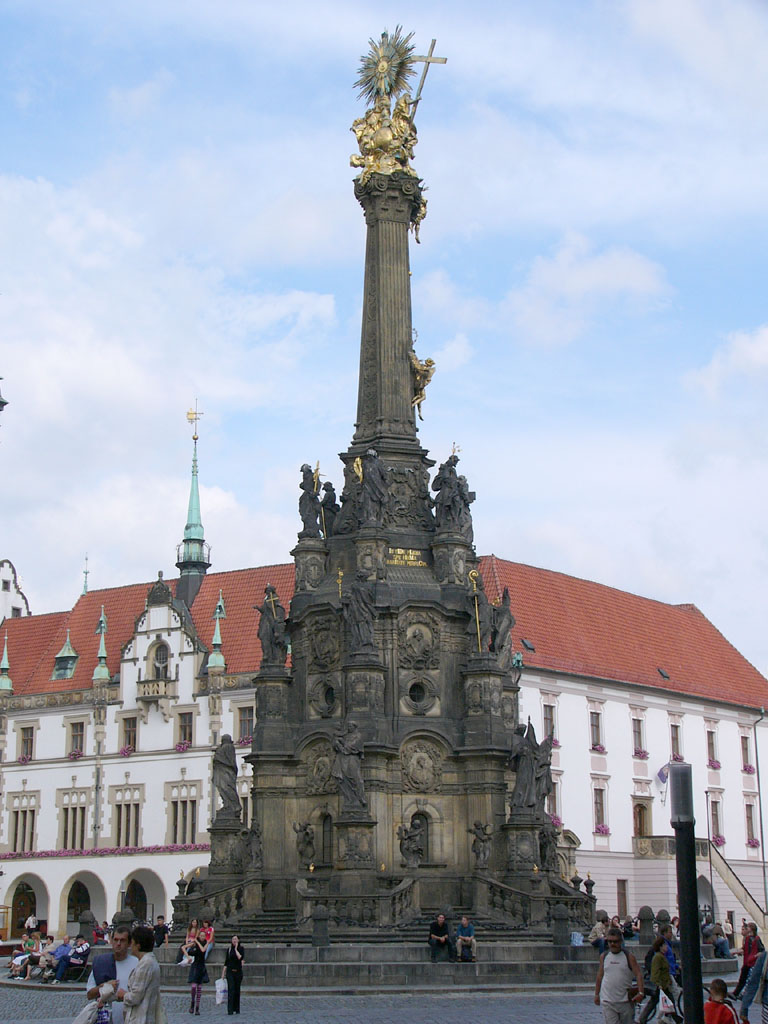
La colonna della Santissima Trinità

- La Colonna della Santissima Trinità

### A Hradec Králové e nella sua regione
- Il Castello Karlova Koruna

### A Beroun e nella sua regione
- Il Castello di Karlštejn

### Altre regioni ceche
- Castello di Krásný Dvůr
- Castello di Teplice

## Polemiche
La relazione difficile della Repubblica Ceca con il suo passato comunista e l'arte di quest'epoca è stato illustrato dalla qualificazione di "monumenti culturali" per quanto riguarda gli edifici della seconda metà dello XX secolo, come il deposito Maj Tesco a Praga.
Gli storici d'arte mettono davanti che questi monumenti dimostrano un'epoca, una corrente artistica, benché la loro qualità estetica sia poco apprezzata.